# Cecylia Bajer-Paprotny
Cecylia Bajer-Paprotny (ur. 20 marca 1950 w Pstrążnej, zm. 8 września 2019 w Rydułtowach) – polska lekkoatletka specjalizująca się w rzucie oszczepem. Reprezentowała barwy klubu Naprzód Rydułtowy.

## Kariera
Uczestniczka mistrzostw Europy juniorów w Lipsku w 1968 (2. miejsce) oraz mistrzostw Europy seniorów w Atenach w 1969 (z wynikiem 50,54 zajęła 8. miejsce) i 1971 (z wynikiem 50,50 zajęła 11. miejsce). Podopieczna trenera Edmunda Jaworskiego. Rekord życiowy: 56,88 (5 czerwca 1971, Gyula).